# Rozdělení chí kvadrát

Graf hustoty pravděpodobnosti rozdělení chí kvadrát pro různý počet stupňů volnosti

Rozdělení chí kvadrát čili rozdělení {\displaystyle \chi ^{2}} (jinak také Pearsonovo rozdělení) s {\displaystyle n} stupni volnosti je spojité rozdělení pravděpodobnosti, které je často využíváno ve statistice. Má velký význam pro určování, zda množina dat vyhovuje dané distribuční funkci. Rozdělení chí-kvadrát je jedním z nejpoužívanějších rozdělení pravděpodobnosti v inferenční statistice, především v testování statistických hypotéz a v konstrukci intervalů spolehlivosti.
Rozdělení {\displaystyle \chi ^{2}} o {\displaystyle n} stupních volnosti, které se označuje {\displaystyle \chi ^{2}(n)}, je rozdělení náhodné veličiny {\displaystyle X=\sum _{i=1}^{n}U_{i}^{2}}, kde {\displaystyle U_{i}} je {\displaystyle n} vzájemně nezávislých náhodných veličin s normovaným normálním rozdělením {\displaystyle \operatorname {N} (0,1)}.
Rozdělení {\displaystyle \chi ^{2}(n)} má hustotu pravděpodobnosti
{\displaystyle f(x)=\left\{{\begin{matrix}0&{\mbox{ pro }}x\leq 0\\{\frac {1}{2^{\frac {n}{2}}\Gamma \left({\frac {n}{2}}\right)}}\mathrm {e} ^{-{\frac {x}{2}}}x^{{\frac {n}{2}}-1}&{\mbox{ pro }}x>0\end{matrix}}\right.}
kde {\displaystyle \Gamma } je gama funkce.

## Charakteristiky rozdělení
Střední hodnota rozdělení {\displaystyle \chi ^{2}(n)} je
{\displaystyle \operatorname {E} (X)=n}
Rozdělení {\displaystyle \chi ^{2}(n)} má rozptyl
{\displaystyle \sigma ^{2}(X)=2n}
Momentová vytvořující funkce pro rozdělení {\displaystyle \chi ^{2}(n)} má tvar
{\displaystyle m_{X}(t)={(1-2t)}^{-{\frac {n}{2}}}}
Tabulka některých kvantilů pro některé počty stupňů volnosti:
| stupňů volnosti | q0,95                              | q0,99                              |
| --------------- | ---------------------------------- | ---------------------------------- |
| 1               | 3,84                               | 6,63                               |
| 2               | 5,99                               | 9,21                               |
| 3               | 7,81                               | 11,34                              |
| 4               | 9,49                               | 13,28                              |
| 5               | 11,07                              | 15,09                              |
| 10              | 18,31                              | 23,21                              |
| 15              | 25,00                              | 30,58                              |
| 20              | 31,41                              | 37,57                              |
| 30              | 43,77                              | 50,89                              |
| 40              | 55,76                              | 63,69                              |
| 50              | 67,50                              | 76,15                              |
| N velké (>100)  | {\displaystyle N+1,65{\sqrt {2N}}} | {\displaystyle N+2,33{\sqrt {2N}}} |

Poznámka: 95% kvantil odpovídá kritické hodnotě pro 5% hladinu významnosti, 99% kvantil kritické hodnotě pro 1% hladinu významnosti.

## Vlastnosti
Rozdělení {\displaystyle \chi ^{2}(n)} se s rostoucím {\displaystyle n} blíží k normálnímu rozdělení se střední hodnotou {\displaystyle n} a rozptylem {\displaystyle 2n}.